# Биденкопф, Курт
Курт Ханс Би́денкопф (нем. Kurt Hans Biedenkopf; 28 января 1930[…], Людвигсхафен-ам-Райн — 12 августа 2021, Дрезден) — немецкий юрист, преподаватель высшей школы. Член ХДС. В 1990—2002 годах занимал пост премьер-министра Свободного государства Саксонии.

## Биография
Родился в семье технического директора заводов Buna Вильгельма Биденкопфа. В 1938 году семья переехала в Шкопау под Мерзебургом, где Курт учился в гимназии. После Второй мировой войны семья была эвакуирована в Гессен, где Биденкопф получил аттестат о среднем образовании в 1949 году. В 1949—1950 годах Курт Биденкопф изучал политологию в Колледже Дэвидсона в США, затем изучал юридические науки в Мюнхенском университете и экономику в университете Франкфурта-на-Майне. В 1958 году защитил докторскую диссертацию. Получив учёные степени в США и поработав в Джорджтаунском университете, в 1967—1969 годах занимал должность ректора в Рурском университете в Бохуме.
В 1970-е годы Биденкопф выступал доверенным лицом председателя ХДС Гельмута Коля. В 1973—1977 годах находился на должности генерального секретаря ХДС и сложил свои полномочия в связи с расхождением во мнениях с Гельмутом Колем.
14 октября 1990 года на выборах в ландтаг Саксонии ХДС получила абсолютное большинство в 53,8 %, и возглавлявший партийный список Биденкопф стал премьер-министром Саксонии (до 2002 года).
В октябре 2005 года Бинедкопф был назначен канцлером Герхардом Шрёдером председателем Правительственной комиссии по реформе участия сотрудников в деятельности предприятий, отчёт по результатам деятельности которой был передан в декабре 2006 года уже канцлеру Ангеле Меркель.
Скончался 12 августа 2021 года в Дрездене. Похоронен на Кладбище Святого Иоганна в Дрездене.

## Сочинения
- Grenzen der Tarifautonomie. Verlag C. F. Müller, Karlsruhe 1964.
- Die Neue Soziale Frage und die Soziale Marktwirtschaft. In: Politik und Kultur. Heft 3/1976, Colloquium Verlag, Berlin, ISSN 0340-5869, S. 10 ff.
- Zeitsignale. Parteienlandschaft im Umbruch. Bertelsmann Verlag, München 1990, ISBN 3-442-11696-1. (Goldmann Taschenbuch 11696)
- mit Joseph Nye und M. Shiina: Global Competition After the Cold War. A Reassessment of Trilateralism. The Trilateral Commission, New York 1991, ISBN 0-930503-67-8.
- Ein deutsches Tagebuch 1989—1990. Siedler Verlag, 2000.
- Die Ausbeutung der Enkel. Plädoyer für die Rückkehr zur Vernunft. Propyläen, 2006.
- Kurt Biedenkopf, Ralf Dahrendorf, Erich Fromm, Maik Hosang (Hrsg.), Petra Kelly u. a.: Klimawandel und Grundeinkommen. Die nicht zufällige Gleichzeitigkeit beider Themen und ein sozialökologisches Experiment. Andreas Mascha Verlag, München 2008, ISBN 978-3-924404-73-4.
- Wir haben die Wahl. Freiheit oder Vater Staat. Propyläen Verlag, Berlin 2011 ISBN 978-3-549-07375-9.